# Blondie on a Budget
Blondie on a Budget ist eine US-amerikanische Filmkomödie aus dem Jahr 1940 und der fünfte Teil der Blondie-Reihe von Columbia Pictures.

## Handlung
Familie Bumstead ist wieder einmal knapp bei Kasse. Während Blondie Bumstead das Familienbudget berechnet und insgeheim von einem Nerzmantel träumt, möchte Gatte Dagwood unbedingt dem örtlichen Angelclub beitreten. Dazu benötigt er allerdings 200 Dollar. Kurz darauf trifft mit Dagwoods alter Flamme Joan Forrester ein unerwarteter Gast bei den Bumsteads ein. Dagwood ist sichtlich nervös und fürchtet Blondies Eifersucht. Dennoch willigt er ein, dass Joan ihn zum Angelclub chauffiert. Unterwegs lässt er sich von Joan überreden, statt zum Angelclub zu fahren, mit ihr ins Kino zu gehen. Dort nimmt er spontan an einem Gewinnspiel teil, bei dem er prompt die so willkommenen 200 Dollar gewinnt.
Von Gewissensbissen gegenüber Blondie geplagt, beschließt Dagwood jedoch, das Geld nicht für seine Mitgliedschaft im Angelclub auszugeben, sondern Blondie damit den ersehnten Nerz zu schenken. Um sie zu überraschen, aber dennoch die richtige Mantelgröße zu kaufen, lässt er Joan die Nerzmäntel im Kaufhaus anprobieren. Wie es der Zufall will, wird Blondie Zeugin der Modenschau. Sie zählt eins und eins zusammen, stürmt nach Hause, packt ihre Sachen und ist im Begriff, Dagwood zu verlassen. Sie überlegt es sich jedoch anders, kehrt zurück und wartet auf seine Heimkehr. Sie ist sichtlich überrascht, als Dagwood ihr ihren neuen Nerzmantel präsentiert. Nun wird ihr alles klar und sie schließt Dagwood glücklich in die Arme.

## Hintergrund
Blondie on a Budget war der fünfte Beitrag der 28-teiligen Blondie-Reihe aus der B-Film-Abteilung von Columbia Pictures. Als Vorlage der Reihe dienten Chic Youngs beliebte Blondie-Comicstrips, die ab 1957 auch als Fernsehserie verfilmt wurden.
Neben den regelmäßigen Darstellern Penny Singleton und Arthur Lake, die Blondie und Dagwood spielten, ist in Blondie on a Budget auch die junge, noch dunkelhaarige Rita Hayworth als Joan Forrester zu sehen.

## Kritiken
„Blondies Sehnsucht nach einem Pelzmantel und Dagwoods Wunsch, einem Angelclub beizutreten, was er sich nicht leisten kann, sind keine Themen, die einen kümmern könnten“, befand Photoplay. Die Besetzung erledige, „was es zu erledigen gibt“. At-A-Glance Film Reviews konstatierte, dass Rita Hayworth, die Dagwoods alte Flamme spiele, „vielleicht der größte Star“ gewesen sei, der je einen Gastauftritt in der Blondie-Reihe gehabt habe. Der Humor des Films sei „ausgereift verglichen mit vorhergehenden Folgen“. Beim Anschauen solle der Zuschauer nach „einer herrlichen Szene“ Ausschau halten, in der Hündin Daisy „ein bisschen zu viel getrunken hat“.